# Les Sorciers de la guerre
Pour plus de détails, voir Fiche technique et Distribution.
Les Sorciers de la guerre (Wizards) est un film d'animation américain réalisé par Ralph Bakshi, sorti en 1977.

## Synopsis
La Terre a été ravagée par une guerre nucléaire. Toute une partie de l'humanité est devenue mutante. Les anciennes technologies ont été oubliées et ne sont plus connues que par l'intermédiaire de ruines et d'antiquités. Dans le même temps, au pays de Montagar, les créatures féériques sont réapparues et coulent des jours paisibles à l'écart du monde dévasté. Trois mille ans s'écoulent dans la paix. La nuit de la célébration de la trois millième année de paix, la reine des fées, Delia, donne naissance à deux jumeaux antagonistes : Avatar, qui devient un puissant magicien à l'action bénéfique, et Blackwolf (« loup noir »), un mutant cruel. Lorsque Delia meurt, Blackwolf tente de prendre le pouvoir à Montagar, mais Avatar s'y oppose. Les deux jumeaux s'affrontent et Avatar parvient à vaincre Blackwolf, qui s'exile vers Scortch, un pays lointain. Le temps passe sans qu'Avatar parvienne à retrouver Blackwolf, mais ce dernier, plongé en secret dans l'étude des anciennes technologies d'avant l'apocalypse, travaille à se constituer l'armée qui lui permettra de conquérir le monde.
Blackwolf arrive à reformer une armée, mais les soldats manquent de motivation pour faire la guerre. L'analyse des anciens vestiges l'amène à découvrir la technique de la projection cinématographique. Combinée avec des films d'archive sur le troisième Reich et sur la seconde guerre mondiale, il arrive à motiver ses troupes. Il attaque les pays voisins et défait les armées ennemies.
Avatar, apprenant l'existence du projecteur, quitte Montagar et se dirige vers Scortch pour détruire le projecteur. Il est accompagné par Elinore, la reine de Montagar, et Weehawk, un roi elf. Arrivé à Scortch, Avatar tue son frère, le projecteur est détruit. Se retrouvant sans chef, l'armée de Blackwolf se débande.
Finalement, Elinore et Avatar décident de fonder un nouveau royaume, Weehawk retourne dans son pays.

## Fiche technique
- Titre original : Wizards
- Titre : Les Sorciers de la guerre
- Réalisation : Ralph Bakshi
- Scénario : Ralph Bakshi
- Production : Ralph Bakshi
- Musique : Andrew Belling
- Photographie : Ted C. Bemiller
- Montage : Donald W. Ernst
- Société de production : Bakshi Productions
- Société de distribution : 20th Century Fox (États-Unis), Fox-Lira (France)
- Pays d'origine : [[États-Unis| États-Unis]]
- Langue originale : anglais
- Format : couleurs - 1,85:1 - 35 mm - mono
- Genre : Animation, science-fiction, fantasy
- Durée : 80 minutes
- Date de sortie :
  - États-Unis : 9 février 1977
  - France : 16 mars 1977

## Distribution (Voix originales)
- Bob Holt : Avatar (voix)
- Jesse Welles : Elinore (voix)
- Richard Romanus : Weehawk (voix)
- David Proval : Peace (voix)
- James Connell : President (voix)
- Steve Gravers : Blackwolf (voix)
- Barbara Sloane : Fairy (voix)
- Angelo Grisanti : Frog (voix) (non crédité)
- Hyman Wien : prêtre (voix)
- Christopher Tayback : Peewhittle (voix)
- Mark Hamill : Sean (voix)
- Peter Hobbs : General (voix)
- Tina Romanus : prostituée (voix)
- Ralph Bakshi : voix additionnelles
- Susan Tyrrell : narratrice (non crédité)

## Distribution (Voix originales)[1]
Studio : Société nouvelle de doublage (SND)
Direction de doublage : Jenny Gérard
Adaptation française : Éric Kahane

## Production
Le film emploie plusieurs techniques d'animation : l'animation traditionnelle dessinée, et la rotoscopie qui confère un plus grand réalisme à certaines séquences.

## Adaptation en jeu
Le film a fait l'objet d'une adaptation en jeu de rôle sur table par Edward Bolme sous le titre Ralph Bakshi's Wizards, paru en anglais chez Whit Publications en 1992.